# ロードランナー
『ロードランナー』（Lode Runner）は、ダグラス・E・スミスにより考案され、ブローダーバンドから1983年に発売されたアクションパズルゲーム。『バンゲリング ベイ』『チョップリフター』とともに、バンゲリング帝国三部作の一つである。後に上級編として『チャンピオンシップロードランナー』も発売された。なおタイトルの「ロード」の綴りは''Road''（道）、''Load''（負荷）ではなく ''Lode''（鉱脈）である。

## 概要
ゲームの目的はステージ内にある金塊を敵に捕まらずに回収し脱出すること。金塊を全て回収した状態でステージ最上部に達すればステージクリアとなる。
ランナー君（プレイヤーキャラクター）は穴を掘るためのレーザーガンを装備しており、床に穴をあけて下の階層に移動したり、掘った穴に敵を落としたりして障害をクリアしていく。アクションゲームにして、パズル性も兼ね備えている。
Apple IIシリーズ用が有名だが、各種パソコン・ゲーム機やアーケードゲームなど、様々な機種に移植されている。
2012年（平成24年）11月15日、オールタイム100ビデオゲームに選ばれた。

## 制作の過程
プロトタイプは1982年の夏休みに制作された、Pascalで書かれたPrime Computer 550用プログラムに源を発するという。また初期のプログラムは、VAX用にFORTRANで書かれていた。
これが学生の間で評判となり、友人のApple IIを借りて移植、ブローダーバンドに応募したが、カラーモニターが無かったため白黒画面で作った、キャラクターが小さい、ジョイスティックに非対応などの理由で没となる。それらの欠点を改良し、エディタなども付けた上で再度応募したところ採用となり、1982年12月30日にブローダーバンドと契約。翌1983年6月23日に同社から発売された。地形パーツのトラップは、ブローダーバンドからの要請で製品化時に組み込んだものとされる。
媒体は5インチフロッピーで、アメリカでの価格は39.95ドル。日本国内での輸入販売価格は11,000円程度だった。
スミスは別述した1985年のイベントに合わせて来日した際、インタビューで「おかげで寝室4つにプール付きの家、モーターボート、ポルシェ2台が手に入った」と語っている。この時点での販売本数はアメリカで約15万本、日本で約200万本（ファミコン版を含む）だった。

## こぼれ話
- 1985年のつくば万博で、ソニーは2000インチの巨大テレビ（ジャンボトロン）を展示し、これを用いたゲーム大会を1985年（昭和60年）8月11日開催、使われたのがMSX版のロードランナーだった[5]。参加者は小学校4年生から中学校3年生までの男女が、事前申込から抽選で選ばれた。
- 本作品には、「敵の頭渡り」など数々のテクニックがあるが、スミスいわく「最初から考えて付けたものではなく、本当はバグであった」と語っている。敵の動きは、基本的には「プレイヤーと高さを揃えて距離をつめてくる」というアルゴリズムだったが、ある地点でプレイヤーが止まるとかえって遠ざかっていくようになってしまうバグが出ていた。そこでこのバグを修正したところ、先の展開が読めて全くつまらないものになってしまったため、バグを元に戻してこちらを完成バージョンとしたとのこと。

## ゲーム内容

### 地形
ステージを構成するパーツで、各作品共通で登場するものは以下のとおり 。
空白
何もない場所。落下中に左右に移動することはできない。ただし、敵に乗りながら落下している場合は左右に移動が出来る。
レンガ
足場となる地形。主人公はレーザーガンで隣の足元のレンガを掘ることができる。敵はこれに落ちるとしばらく動けなくなるが、主人公は下に何も無ければこれを通過できる。一定時間が経つと再生し（作品によって時間は異なる）、これに巻き込まれるとアウト。テクニックを応用すれば、タイミングをずらして掘ったりできる（通称、時間差掘り）。
ブロック
足場となる地形。レンガと違い掘る事は不可能。初期のハドソン版では「コンクリート」、パトラ/サクセスが発売したPresage Software版『〜レジェンドリターンズ』『〜エクストラ』では「岩盤」と、呼称の異なる作品もある。
ハシゴ
ランナーが上下方向に移動するために使う。左右移動も可能である。本作にはジャンプというアクションが存在しないため、上方へ移動するには基本的にこれを使うしかない。なお、ハシゴのすぐ下にあるレンガは掘れない。
隠れハシゴ
金塊を全て集めると出現する、画面の最上段に届くハシゴ。「脱出ハシゴ」「出口ハシゴ」などとも呼ばれる。出現前であれば出現場所のすぐ下にあるレンガを掘ることは可能であるが、出現後以降は掘ることは不可能となる。
バー
空中に設置されている棒。これを伝って左右に移動することができる。方向キー下で、手を離して飛び降りることも可能。すぐ下にあるレンガは掘れない。
トラップ
見た目はレンガと同じだが、踏み込むと落ちる落とし穴。この中からレンガを掘ることもできる。横から入ることはできないが、作品によっては下から入ることができる。トラップ自体は掘れない。

#### 一部作品に登場する地形
隠しブロック
アイレム版シリーズなどに登場。アーケード版では掘れないブロックとなっており、上に乗ることで出現する。ディスクシステム版『スーパーロードランナー』では「見えないレンガ」と呼ばれ、掘ることが可能。一度掘ると姿を現す。どちらも見えないというだけで、足場としての判定は出現前から存在する。
動かせるブロック
アイレム版『帝国からの脱出』に登場。主人公が押すことで左右に動かせるブロックで、掘ることはできない。押している時は移動速度が低下する。空中に持っていっても落ちることなくそのまま浮く。ハシゴやバーを通過させることはできるが、金塊や掘ったレンガの場所を通過させることはできない。また、敵はこのブロック越しに押すことが可能。
タールの地面
パトラ/サクセス版『〜レジェンドリターンズ』『〜エクストラ』に登場。主人公・敵ともに撒かれたタールに足を取られ、移動速度が低下する。掘ることはできない。

### ロボット
主人公の邪魔をして来る唯一の敵。「衛兵」「番兵」もしくは単に「敵」とも呼ばれる。他のゲームの敵キャラのように、異なるスペックや能力などは持たず、すべて同じである。若干速度が遅く、レンガを掘れないほかは主人公とほぼ同じ能力を持ち、常に主人公を追いかけてくる。なおハドソン版でのキャラクターデザインは、後の初代ボンバーマンに登場する主人公・ボンバーマンと同じ。またハドソン版では敵が１体のみだと移動スピードが２体以上出現時と比べて若干速くなる。
出現数
出現数はステージによって決まっており、初期の作品では1ステージにつき最大3体（『チャンピオンシップロードランナー』では最大5体）という制限があったが、昨今の作品ではこれによらない場合も多い。1度でも触れてしまうとアウトだが、ロボットの上に乗った場合はミスにならず、足場代わりに使うことが可能。
倒し方
レンガに埋めて倒す事が出来るが、倒してもステージ上部から復活する。レーザーガンで直接撃って倒すようなことはできない。
その他
ステージ上の金塊を持ち去ることもあり（一度に1個だけ）、この場合はしばらく歩かせるか、掘った穴に落とせば金塊を放す。
主人公と違い、掘った穴に落ちても一定時間後に這い上がってくる他、掘った穴の直下が空間であってもそれより下に落ちることがない。また、二段以上に積み重なっているレンガの下の段で掘った穴に落とした場合は、這い上がることが出来ず確実に倒せるほか、金塊を持っていた場合は回収（ただし得点は加算されない）扱いとなる。

## 他機種版
| No. | タイトル                                                    | 発売日                      | 対応機種                                                    | 開発元           | 発売元                     | メディア                              | 型式          | 売上本数 | 備考                                                                                     |
| --- | ----------------------------------------------------------- | --------------------------- | ----------------------------------------------------------- | ---------------- | -------------------------- | ------------------------------------- | ------------- | -------- | ---------------------------------------------------------------------------------------- |
| 1   | LODE RUNNER                                                 | 1983年                      | Atari 8ビット・コンピュータ コモドール64 VIC-20 ZX Spectrum | ブローダーバンド | ブローダーバンド           | フロッピーディスク                    | -             | -        |                                                                                          |
| 2   | ロードランナー                                              | 1983年10月13日              | PC-100                                                      | ブローダーバンド | システムソフト             | フロッピーディスク                    | -             | -        |                                                                                          |
| 3   | ロードランナー                                              | 1983年10月30日              | PC-9801                                                     | ブローダーバンド | システムソフト             | カセットテープ フロッピーディスク     | -             | -        |                                                                                          |
| 4   | ロードランナー                                              | 1983年12月                  | PC-8001mkII PC-8801                                         | ブローダーバンド | システムソフト             | カセットテープ フロッピーディスク     | -             | -        |                                                                                          |
| 5   | ロードランナー                                              | 1984年                      | PC-6001 PC-6601                                             | ブローダーバンド | システムソフト             | カセットテープ フロッピーディスク     | -             | -        |                                                                                          |
| 6   | ロードランナー                                              | 1984年7月                   | アーケード                                                  | アイレム         | アイレム                   | 業務用基板                            | -             | -        |                                                                                          |
| 7   | ロードランナー                                              | 1984年7月20日 1987年9月     | ファミリーコンピュータ                                      | ハドソン         | ハドソン                   | ロムカセット                          | HFC-LR NES-LO | 110万本  |                                                                                          |
| 8   | ロードランナー                                              | 1984年9月15日               | SC-3000/SG-1000                                             | コンパイル       | セガ                       | ロムカセット                          | G-1031        | -        |                                                                                          |
| 9   | ロードランナー                                              | 1984年11月                  | FM-7 X1 MB-S1 IBM JX                                        | ブローダーバンド | ソフトプロ                 | カセットテープ フロッピーディスク     | -             | -        |                                                                                          |
| 10  | ロードランナー                                              | 1984年11月                  | MSX                                                         | コンパイル       | ソニー                     | ロムカセット                          | HBS-G020C     | -        | フロッピーディスク版は1985年6月21日発売                                                  |
| 11  | LODE RUNNER                                                 | 1984年                      | Classic Mac OS                                              | ブローダーバンド | ブローダーバンド           | フロッピーディスク                    | -             | -        |                                                                                          |
| 12  | ロードランナー                                              | 1985年2月                   | MZ-1500                                                     | ブローダーバンド | ユニバース（コスモス岡山） | クイックディスク                      | -             | -        |                                                                                          |
| 13  | ロードランナー オリジナル追加面                             | 1985年                      | PC-8801                                                     | ブローダーバンド | 国際パソコンセンター       | フロッピーディスク                    | -             | -        |                                                                                          |
| 14  | ロードランナー                                              | 1985年                      | SMC-777                                                     | ブローダーバンド | ソニー                     | フロッピーディスク                    | -             | -        |                                                                                          |
| 15  | LODE RUNNER                                                 | 1985年                      | BBC Micro                                                   | ブローダーバンド | ソフトウェアプロジェクト   | フロッピーディスク                    | -             | -        |                                                                                          |
| 16  | ロードランナー                                              | 1986年1月                   | PC-8801mk2SR/TR/FR/MR                                       | ブローダーバンド | システムソフト             | フロッピーディスク                    | -             | -        |                                                                                          |
| 17  | ロードランナー                                              | 1986年3月                   | MZ-2500                                                     | ブローダーバンド | ソフトプロ                 | フロッピーディスク                    | -             | -        |                                                                                          |
| 18  | 保存版ロードランナー                                        | 1989年6月                   | PC-9801                                                     | ブローダーバンド | システムソフト             | フロッピーディスク                    | -             | -        |                                                                                          |
| 19  | ロードランナー                                              | 1990年                      | 電子手帳                                                    | ナグザット       | ナグザット                 | 内蔵ゲーム                            | PA-3C30S      | -        |                                                                                          |
| 20  | ロードランナー                                              | 2003年2月21日               | ゲームボーイアドバンス                                      | サクセス         | サクセス                   | ロムカセット                          | -             | -        |                                                                                          |
| 21  | ロードランナー                                              | 2003年9月12日               | iアプリ                                                     | ハドソン         | ハドソン                   | ダウンロード                          | -             | -        |                                                                                          |
| 22  | ハドソンベストコレクション Vol.2 ロードランナーコレクション | 2005年12月22日              | ゲームボーイアドバンス                                      | ハドソン         | ハドソン                   | ロムカセット                          | AGB-P-B72J    | -        | ファミリーコンピュータ版の移植,「チャンピオンシップロードランナー」同時収録              |
| 23  | ロードランナー                                              | 2006年10月26日              | ニンテンドーDS                                              | ハドソン         | ハドソン                   | DSカード                              | NTR-ALRJ-JPN  | -        | ファミリーコンピュータ版の移植+アレンジ移植,「チャンピオンシップロードランナー」同時収録 |
| 24  | ロードランナー                                              | 2007年3月6日 2007年6月11日  | Wii                                                         | ハドソン         | ハドソン                   | ダウンロード （バーチャルコンソール） | -             | -        | ファミリーコンピュータ版の移植                                                           |
| 25  | ロードランナー クラシック                                   | INT 2013年1月16日           | iOS                                                         | Tozai Games      | Tozai Games                | ダウンロード                          | -             | -        | Apple II版の移植                                                                         |
| 26  | ロードランナー クラシック                                   | INT 2013年1月17日           | Android                                                     | Tozai Games      | Tozai Games                | ダウンロード                          | -             | -        | Apple II版の移植                                                                         |
| 27  | ロードランナー                                              | 2014年9月17日 2014年12月4日 | Wii U                                                       | ハドソン         | KDE                        | ダウンロード （バーチャルコンソール） | -             | -        | ファミリーコンピュータ版の移植                                                           |

### システムソフト
PC-100版
PC-100付属のディスクに同梱されていた。
PC-8001mkII版
テープ版とFD版が発売された。Apple版同様の画面構成（横28×縦16サイズ）を再現している。
PC-6001、PC-6601版
テープ版とFD版が発売された。FD版は8001版同様、Apple版同様の画面構成（横28×縦16サイズ）を再現し、Apple版同様のカラー描画となっている。テープ版に関しては10ステージクリアする毎にテープをロードする必要があり、画面はモノクロ描画であった。
PC-9801版『ロードランナー』、『保存版ロードランナー』
いずれもPC-9801用ソフト。PC-8801版と同様、Apple版に比べて画面の横キャラクタ数が少なくなっている。（横26×縦16サイズ）
保存版は初代の150ステージ＋チャンピオンシップの50ステージに新規追加100ステージを加え、全300ステージが収録されている。また、FM音源によるBGMが追加され、画面もカラフルになったほか、メニュー等も日本語にローカライズされている。
PC-8801版
Apple版より画面の横キャラクタ数が少なくなっている。（横26×縦16サイズ）
PC-8801mk2SR/TR/FR/MR版
専用ソフト。
X68000版
PC-9801版『ロードランナー』がベースになっている。
Apple版より画面の横キャラクタ数が少なくなっている。（横26×縦16サイズ）
初代の150ステージ＋新規追加の100ステージの全250ステージで構成されている。チャンピオンシップの50ステージは収録されていない。

### NEC
PC-100版
同社製のPC-100に付属した国産機初の移植版。開発はシステムソフト。

### ソフトプロ
FM-7版
テープ版およびFD版。Apple版より画面の縦横キャラクタ数が少なかった（横26×縦15サイズ）のに伴い、敵ロボットのアルゴリズムも若干変更されている。
ステージ数はApple版同様それぞれ150ステージと50ステージだが、一部がオリジナルステージに差し替えられている。
X1版
テープ版およびFD版。FM-7版同様、画面の縦横キャラクタ数が少なかった（横26×縦15サイズ）のに伴い、敵ロボットのアルゴリズムも若干変更されている。
キャラクターグラフィックにカラー3色が用いられており、他機種版より多少カラフルであった。
MZ-2500版
MB-S1版
FM16π用　マイクロカセット版
B16版

### ソニー
SMC-777版
FD版で発売された。Apple版同様の画面構成（横28×縦16サイズ）を再現している。
『ロードランナー』にはオリジナルステージが追加されており、全175ステージとなっている。
MSX版
MSX用ソフト。開発担当はコンパイル。Apple版同様の画面構成（横28×縦16サイズ）を再現している。
ROM版が全76ステージ（Apple版150ステージからの抜粋59ステージ＋オリジナルステージ17）、FD版が全181ステージ（Apple版150ステージから1削除した149ステージ＋オリジナルステージ32）だった。また、ROM版にはエディット機能がなかった。
ソニーのMSXパソコンHB-10にはROM版が同梱されていた。
外部ジョイパッドの規格が確定前だったので、無印,IIとも多くのジョイパッドで掘る側のボタンと掘れる方向が逆になってしまう。

### ユニバース（コスモス岡山）
MZ-1500版
QD（クイックディスク）で発売。Apple版同様の画面構成（横28×縦16サイズ）を再現している。

### ハドソン
ファミリーコンピュータ版
ファミリーコンピュータ用ソフト詳細は#ハドソン版にて。
携帯アプリ版
全80面。エディット機能もある。
ゲームボーイアドバンス版『ロードランナーコレクション』
ハドソンベストコレクションのラインナップのひとつ。ファミコン版のロードランナーとチャンピオンシップロードランナー（以下チャンピオンと略する）を収録。
ニンテンドーDS版
DSの下画面に従来のスクロール画面、上画面にステージ全体を表示。グラフィックは3パターン（FCオリジナル版とDSアレンジ版2種）から選択可能。ロードランナー初心者のためのチュートリアルモードも実装。ファミコン版2作の全ステージ（「ロードランナー」と「チャンピオン」）とパズル要素に特化した「詰めロードランナー」を収録した、「50+50+30」の計130ステージ構成。エディット機能はタッチペン対応。またエディット機能はFC版オリジナルでは1画面分のみであったが本作では2画面分の作成が可能、また敵の配置数がFC版オリジナルでは3体までだったものが本作ではチャンピオンと同じ5体まで配置可能となっている。エディットセーブファイルは10個。ローカル通信機能により作成したステージは他のプレイヤーへの配信が可能。
FC版ロードランナーのステージ6の敵の配置数がDS版では4体に変更されており、これによりチャンピオンではない方で唯一4体以上の配置となっている。
FC版ではステージセレクトは1-50まで自由自在に選択できたが、DS版は未クリア状態だとそのステージまでしか選択できない（＝例として最初からいきなり最終ステージ50を選択する等）。
FC版ではステージ50をクリアしてもエンディングやスタッフロールといった演出が一切無かった（FC版「チャンピオン」も同様）が、DS版ではステージ50をクリアするとスタッフロールが流れる演出が追加されている。

### アイレム
アーケード版
アーケードゲームであるため時間制限が存在し、タイマーが0になることでもミスになる。その代わりステージクリア時に残りタイムが得点に換算される、金塊を持ち去った敵が点滅して容易に判別できるといったフィーチャーもある。またタイムボーナス以外にも光る金塊（最初に取ると高得点）やハイドキャラ（特定のレンガを掘ると現れる敵。再び穴に落とすと高得点のアイテムを出す）、敵の頭上に乗る、敵を倒さないでステージクリアなど多彩なボーナス得点が用意されている。
3ステージクリアするごとに主人公がその境界を通るデモ画面が挿入され、敵の種類が変化する（本シリーズではこの1区切りを「ブロック」と呼ぶ）。敵キャラにはハシゴやバーの切れ目での挙動など、若干の性能差がある。

### セガ
SC-3000/SG-1000版
- 開発はコンパイルが担当[23]。全80ステージ（Apple版150ステージからの抜粋78、オリジナルステージが2）だが、画面構成が横30×縦11サイズという歪なものになっているため、Apple版の原型を留めていないステージもある。
- セガ版「チャンピオンシップロードランナー」の説明書には、キャラクター紹介のページが在り、主人公は銀河パトロール隊員で名前はキーンであり、敵キャラはバンゲリング帝国の衛兵であると表記されているが、本作の説明書には、主人公は「プレイヤー」、敵キャラは「敵」と表記されているだけである。
- 両作品のパケ絵は同じ物が使われており、主人公（と思われる人物）も同一人物である。しかし、本作のパケ絵では、その人物は向かって右を向いているが、「チャンピオンシップロードランナー」のパケ絵では、向かって左向きである。しかも、後者の服の左腕のマークは、前者の服の右腕のマーク（アルファベットのＲがデザインされている）の左右逆の形になっている。
- レンガの上から右側に飛び降りる瞬間、左側を掘ると、そのレンガを掘る事が出来てしまうというバグ（バグであるという根拠は、1.左側に飛び降りる時は出来ない。2.この技を使わないとクリア出来ないステージが存在しない。3.セガ版『チャンピオンシップロードランナー』ではこの技が使えない）が存在する。この為、本来の解き方通りでなくてもステージクリア出来てしまう。
- キーボードのある機種（SC-3000系や外付けキーボードSK-1100を接続したSG-1000系）のみエディット機能が使えた。
- プレイ中にジョイスティックの左右のボタンを同時に暫く押し続けていると、コマンド画面が現れる。ジョイスティックのレバーを上下に動かし、任意の数字を点滅させ、以下の操作を行う。

1. PLAY LEVEL　　ステージを変更出来る。左のボタンを押すと次に進み、右のボタンを押すと前に戻る。
2. ADDITIONAL PLAYERS　　プレイヤーの数を999人まで増やせる。左右どちらかのボタンを押すと、１人ずつ増える。
3. ESCAPE　　身動きが取れなくなったり、クリア出来ない時に自殺する。左右どちらかのボタンを押す。
4. RETURN　　ゲームに戻る。左右どちらかのボタンを押す。
- 但し、キーボードにジョイスティックを繋げている場合は、前項の操作は受け付けない。キーボードで以下の操作を行う。

CTRLキーと6を同時に押す　　次のステージに進む。
CTRLキーと2を同時に押す　　プレイヤーの数を999人まで増やせる。
CTRLキーとAを同時に押す　　自殺する。
CTRLキーとRを同時に押す　　ゲームオーバーにして、プレイ前のデモ画面に戻す。
任意のステージを選びたい時は、
デモ画面の時　　CTRLキーとEを同時に押す
プレイ中の時　　CTRLキーとRを同時に押してゲームオーバーにして、デモ画面に戻り、CTRLキーとEを同時に押す
スタート・ボタンを押した後、プレイを始める前　　CTRLキーとＥを同時に押して、カーソル・キーかHOME CLRキーかINS DELキーを押すか、ジョイスティックのレバーを操作するか、左右どちらかのボタンを押す
次の表示が現れる。
LODE RUNNER BOARD EDITOR　　Pを押す
次の表示が現れる。
PLAY LEVEL　　001から080のステージ番号を入力してCRキーを押す
- BGMは無い。
- 1984年末までの期間にSC-3000、SC-3000Hの購入者を対象にSC-3000/SG-1000版『ロードランナー』をプレゼントするキャンペーンが実施されていた[36]。

SF-7000版
カートリッジ版と内容が異なるとされており、1984年春にセガに入社したばかりの中裕司がステージ作成とチェックに参加していた。SF-7000自体ほとんど市場に出回らなかったこともあり、中裕司本人も、単体発売されたのかSF-7000に同梱されたのか分からないと発言している。

### 国際パソコンセンター
PC-8801版『ロードランナー オリジナル追加面』
1985年｡オリジナル150面。

### ナグザット
電子手帳版
シャープ社製の電子手帳用ソフト。4行機種（またはそれ以上）で動作する。

### サクセス
ゲームボーイアドバンス版

### Tozai Games
スマートフォン（iOS/Android）版『ロードランナー クラシック』
Apple II版のオリジナル150面を収録。プラットフォームに合わせ、画面のスライドや傾きによる操作を採用。
ステージ64はゲームスピードを2以上に設定していないとクリアが不可能。
Steam（Windows）/ Nintendo Switch版『ロードランナー・レガシー』
新たに作成されたアドベンチャーステージ50面、敵のいないパズルステージ50面、懐かしのクラシックモード150面を収録。
ユーザがエディットしたステージ、キャラクター、金塊をSteamワークショップにシェアし、遊ぶことができるエディットモードを収録。

## ハドソン版
日本では、ハドソンがファミリーコンピュータ用に移植したものが特に知名度が高い。同社の『ナッツ&ミルク』とともに、ファミコン初のサードパーティー製ソフトとして知られている。
またファミコン初のスクロール画面（横）を備えたゲームでもある。オリジナルのApple版ではキャラクターが半角1カーソル分と非常に小さく、1画面にマップを全て表示できていたためスクロールの必要はなかったが、ファミコン版では低年齢層への配慮もありキャラクターサイズを大きくしたため1画面に表示し切れず、Apple版とは異なる画面構成（横28×縦13サイズ）になったうえ、左右スクロールが採用されることとなった。1画面に表示しきれないことでパズル性を損ねる懸念もあり、ブローダーバンド社からはNGが出たが、当時の工藤取締役と高橋名人（当時はまだ宣伝部に移って名人としての活動を始める前で、営業部員の頃である）が説得にあたり、発売にこぎつけたという。
1画面分（横14×縦13サイズ）のステージが作れるエディットモードが搭載されており、ファミリーベーシック用のデータレコーダを使用することでデータを保存することも出来た。『チャンピオンシップロードランナー』の登場以降は、時間差や敵（他機種版では「盗賊」と呼称されているものもあるが、本作では「ロボット」と呼称された）の頭上渡りなどの技を多用する者も多くなり、様々な遊び方ができるため、ゲーム発売後何年も長く親しまれた。また、ハドソンが発売していたカセットテープ付き雑誌『カセットメディア』では、オリジナルステージの投稿を募集し、優秀作品を付録のカセットテープに収録するという試みも行われた。
レンガを掘った穴が埋まる直前にもう一度掘ると透明になる、掘った穴の下のはしごからランナーが背中を向けて静止している状態で埋まるのを待つと、そのレンガはすり抜けられるようになるなど様々なバグがあった。
また、最後の金塊を取る前にロボットをある数以上埋めると、その数により最後の金塊を取った時に様々なフルーツ型のボーナスアイテムが短い時間だけ最後から2番目に取った金塊の位置に出現する。ステージセレクト画面でセレクトボタンを押しながらAボタンを押すと、押した回数だけ速くなり、Bボタンだと遅くなるという、いわゆるゲームスピード調整があった（スピード調整は説明書に記載されていた）。
後発の『チャンピオンシップロードランナー』では上記の裏技の内のステージセレクト画面でセレクトボタンを押しながらAボタンまたはBボタンでの『ゲームスピード調整』以外は全て撤廃されたが、2006年に発売されたニンテンドーDS版ではこれらの裏技を再現できる設定がオプションで可能となっている。
また2006年に発売されたニンテンドーDS版では先発版でのエディットモードが復刻されており、こちらは横28×縦13サイズまでの作成が可能（＝横２画面サイズ×縦１画面サイズ）で、敵の配置数が最大５体までとなっている。掘ったレンガの復旧速度は先発版と後発版とで異なっている（先発版は若干速く埋まり、後発版では若干遅く埋まる）が、エディット版は全て先発版（＝速く埋まる）を基準にしている。
第2弾の『チャンピオンシップロードランナー』はオリジナル同様の画面構成（横28×縦16サイズ）を再現したが、その分今度は上下方向にも収まりきらなくなり、上下左右スクロールとなった（これに対する救済策として、本作ではポーズ中にスクロールさせて見渡すことができるようになっている）。
本作では全ステージクリアしたプレイヤーに「チャンピオンカード」という認定証が贈られるキャンペーンが実施され話題となった（PC版でも各メーカー毎に実施されている）。毛利名人は、このキャンペーンの3,000人目の認定者となり、同社の広告に登場したのがきっかけで名人としての活動を開始することとなった。
このゲームの主人公ランナー君が、かつては悪の手先として働かされていたロボット（グラフィックはこのゲームの敵キャラのもの）だったというスピンオフストーリーが、初代『ボンバーマン』である。PCエンジン用に発売された『バトルロードランナー』では、ブラックボンバーマン（黒ボン）が敵役として客演している。
また1991年（平成3年）10月4日には、当時ハドソンの創立20周年を記念して、このファミコン版がカセットのラベルのデザインを一新し、箱も仕様が変更(使われているイラスト自体は従来と同じもの)されたものが再版された。その際の広告にはお笑い芸人のダウンタウンが起用されていた。なお松本人志は大阪時代、アイレムのアーケード版を頻繁にプレイしていたという。
日本での累計出荷本数は110万本。

## 続編・アレンジ作品
ロードランナーII（1985年10月21日発売、ソニー）
MSX用ソフト。開発担当はコンパイル。Apple版同様の画面構成（横28×縦16サイズ）を再現している。
ROM版、全50ステージ（Apple版150ステージからの抜粋28ステージ＋オリジナルステージ22）。「上級者への道」という副題がつけられていた。データレコーダがあれば、エディット面はカセットテープに保存できた。
ロードランナー バンゲリング帝国の逆襲（1985年1月稼動開始、アイレム）
ロードランナー 魔神の復活（1985年11月稼動開始、アイレム）
ロードランナー 帝国からの脱出（1986年10月稼動開始、アイレム）
いずれもアーケードゲーム。それぞれ『ロードランナーII』『ロードランナーIII』『ロードランナーIV』とも呼ばれる。
1作目は大半がApple版150ステージからのアレンジで占められた全24ステージ構成で、オリジナルステージはわずか3面のみだったが、『II』以降はオリジナルステージ中心の全30ステージ構成となった。
シリーズを追うごとに新要素が付加されてゆき、『II』ではトラップ、『IV』では隠しブロック・動くブロックが登場。それと同時にステージ構成もアクション主体から難解なパズル面主体へと変化していき、難易度も急上昇していく。しかしそれと反比例するかのようにBGMはどんどん明るく陽気なものとなっていった。
『IV』では2人同時の協力プレイ（専用のステージが18面用意されている）も可能で、バーにつかまった相棒の足にぶら下がるといった特殊なアクションが可能。2人で息を合わせなければ解けないステージが多く、こちらも難易度は高いが、ダブルプレイでのクリアもできる。
スーパーロードランナー（1987年3月5日発売、アイレム）
ファミリーコンピュータ ディスクシステム用ソフト。上記のアーケード版4作がベースとなっており、「スペシャル金塊（最初に取ると高得点）」や「敵を倒さないでクリアのボーナス」など、特徴的なシステムを一部受け継いでいる。
アーケード版『IV』と同様の2人協力プレイモードも搭載しており、敵キャラやステージもアーケード版4作から選りすぐられたものとなっている（ステージは若干のアレンジが加えられたものや本作オリジナルのものもある）。ただし敵の行動パターンはアーケード版と異なり、地形に関係なくひたすら主人公に向かってくるような単純なものになっている。敵の種類は5ステージごとに変化するが、アーケード版のような中間デモは無く、敵による性能差も存在しない。
ステージのエディット機能が搭載されており、通常のステージと同様の広さのものを1人プレイ用・2人プレイ用それぞれ5面ずつ作成できる。作成したステージはディスクカードに保存が可能。
スーパーロードランナーII（1987年8月25日発売、アイレム）
ファミリーコンピュータ ディスクシステム用ソフト。基本的な仕様は前作『スーパーロードランナー』と同じだが、敵とステージは完全オリジナルとなっており、エンディングの曲などが新規作成されている。
また2人プレイモードのステージは前作の発売直後にユーザーから募集したもので構成されている。但し最終面を含めて2つほどクリア不可能な面がある。
スーパーロードランナー（1987年7月発売、アイレム）
MSX2用ソフト。こちらも上記のアーケード版がベースとなっている。MSXturboRでは動作しない。
ハイパーロードランナー（1989年9月21日発売、バンダイ）
バンダイ初のゲームボーイ用ソフト。アーケード版と比べて自機の移動スピードがはるかにアップしておりプレーしやすさが格段に増した。殆どのステージに「鍵」と「扉」があり、扉を開けて入ると裏ステージに行くことが出来るが、この裏ステージの金塊も全部集めないとステージクリアとはならない。裏ステージには時間制限があり、一定時間が経過すると扉が閉まって戻れなくなり、クリア不可能となってしまう。ただし扉をくぐって再度入りなおせば時間はリセットされる。
ステージのエディット機能は本作にも搭載されており、通常のステージと同様の広さのものを4面分作成することができる。扉と鍵を配置して裏ステージを作ることも可能だが、自作ステージの保存はできない。クリア後表示のパスワードを使って任意の面から開始できる。
ロードランナー 〜失われた迷宮〜（1990年7月27日発売、パック・イン・ビデオ）
PCエンジン用ソフト。背景は変化しないが、敵の姿が4面ごとに変化する。またステージのエディット機能も搭載している。この時期のゲームには珍しく、ステージ中でBGMが流れない。
バトルロードランナー（1993年2月10日発売、ハドソン）
PCエンジン用ソフト。タイトルの通り、相手プレイヤーを倒すことが目的の「サバイバル」「タッグマッチ」とアイテムを手に入れ脱出することが目的の「エスケープ」という3つの対戦モードが用意されており、『ボンバーマン』と同様にマルチタップを使うことで最大5人までの対戦が可能。
通常の一人用ゲームモードは「パズルモード」と名づけられている。タイムマシン研究所の資金である金塊が、黒ボンバーマンの一味に強奪され様々な時代へ隠されてしまい、主人公「ランナー93」が研究所のタイムマシンで取り戻しに向かうというストーリーになっており、10ステージごとにタイムスリップしたという設定で背景や敵の姿が変化する（ランダムに、前述の黒ボンバーマンに変化することもある）。本作に限り、ハシゴの頂上で待っていれば下から来た敵に押し上げてもらえるという独自の仕様があり（他の作品ではミスになる）、これを利用しないと解けないステージもある。また他作品ではプレイヤー・敵ともそれぞれ落下と移動の速度が同じであることが多いが、本作では落下の速度がとても速くなっている。
ファミコン版と同様、本作にもステージのエディット機能が搭載されており、ステージの広さは3種類の中から選ぶことができる。作成したステージはPCエンジン用バックアップユニットを使うことで保存が可能で、保存できるステージ数は選んだステージの広さにより異なる。
2007年5月29日にはWiiの、2016年12月21日にはWii Uのバーチャルコンソールで配信開始された。
ロードランナーツイン ジャスティとリバティの大冒険（1994年7月29日発売、T&Eソフト）
スーパーファミコン用ソフト。「パラルランド」のシンボルとなる像が何者かに破壊されてバラバラになり、「ジャスティ」と「リバティ」の兄妹がそれの修復に向かうというストーリー（金塊にあたるアイテムは、シンボルの破片が変化したものという設定になっている）。主人公は魔法使いで、ステージの背景もお菓子やおもちゃの世界など、他作品とは一風変わったメルヘンチックなものになっている。
ストーリーに沿って順番に進めていくためのステージと、ストーリーに関係なく自由に選んでプレイできるステージとがあり、前者の方では10ステージごとに会話シーンが挿入され背景や敵の姿が変化する。プレイヤー二人による協力プレイや対戦プレイも可能で、それゆえかアクション主体のステージ構成となっており、難解なパズル面はほとんど無い。
ロードランナー レジェンドリターンズ（PS用1996年2月16日発売、SS用1996年3月8日発売、パトラ）
米国のPresage Software社が1994年に開発し、同年にシエラオンラインから米国でWindows版とMac版にて発売されていた、『Lode Runner:Legend Returns』のPSとSSへの移植。またPC版は日本でもシエラオンラインジャパンにより発売されている。米国ではPS版のみの販売でNATSUME INC.が1998年に『Lode Runner』のタイトルで『Lode Runner:The Legend Returns』と『Lode Runner:Extra』の2つのシナリオを収録して発売された。日本版では別々でパトラから発売。ステージ数150以上、2人同時プレイ専用ステージも30用意されている。米国では大ヒットし、PCなどで続編が幾つか出た。
ロードランナー エクストラ（PS用・SS用ともに1997年1月10日発売、パトラ）
上記の『ロードランナー レジェンドリターンズ』の拡張パック。米国ではPS版のみのリリースで、NATSUME INC.が1998年に『Lode Runner』のタイトルで『Lode Runner:The Legend Returns』と共に収録して発売された。日本国内ではパトラから『〜レジェンドリターンズ』とは別々の単体でPS版とSS版で発売されている。『〜レジェンドリターンズ』の続編に当たる内容となっている。開発は同じく米国のPresage Software社。2人同時プレイモード搭載。
Lode Runner Online: The Mad Monks' Revenge（WindowsとMacにて1995年に発売）
米国のPresage Software社が1993年にダグラス・E・スミスのロードランナーのゲーム開発の利権を得て、現代の機種での新しいロードランナーのゲームとして1994年に開発した『Lode Runner: The Legend Returns』の成功で、1995年に続編となるこのゲームを開発。マルチプレイが可能で、ネットワークでのオンラインで2人同時プレイが可能。
Lode Runner 2（Mac OSとWindowsにて1998年に北米で発売）
Presage Software社が開発した『Lode Runner:The Legend Returns』の続編。ゲームシステムは2Dだが、3Dグラフィックを使用している。
POWERロードランナー（1999年1月1日書き換え開始、任天堂）
スーパーファミコン用ソフト（ニンテンドウパワー書き換え専用）。
SuperLite1500シリーズ ロードランナー レジェンドリターンズ（1999年7月1日発売、サクセス）
PlayStation用ソフト。1996年にパトラから発売されたものの廉価版。
ロードランナー3D（1999年7月30日発売、バンプレスト）
Big Bangが開発したNINTENDO 64用ソフト。
ロードランナー ザ・ディグファイト（2000年2月稼動開始、彩京）
ロードランナー ザ・ディグファイト VER.B
ともにアーケードゲーム。漫画家の吉崎観音が操作性や敵のアルゴリズムなどのゲームバランス部分の監修を行った。
残機制ではなくなっており、ギブアップやミスで持ち時間が大幅に減らされ（VER.Bに限り、ギブアップの持ち時間減少が極端に少なくなっている）、持ち時間がなくなることでゲームオーバーとなる。特殊な要素として、押して動かせるブロックが存在したり、掘った穴を手動で埋めることができるようになっている。また、敵に捕まった場合はミスにはなるものの、その場で復活してプレイが続行される。
SuperLite1500シリーズ ロードランナー2（2000年3月30日発売、サクセス）
PlayStation用ソフト。1997年にパトラから発売された『ロードランナー エクストラ』の廉価版。ステージ数130以上、エディット機能、2人同時プレイモード搭載。
ロードランナー for WonderSwan（2000年4月20日発売、バンプレスト）
ワンダースワン用ソフト。
ロードランナードムドム団のやぼう（2000年4月28日発売、エクシングエンタテイメント）
ゲームボーイ用ソフト。ゲームボーイカラーにも対応している。
キュービックロードランナー（2003年発売、ハドソン）
ニンテンドー ゲームキューブ・PlayStation 2用ソフト。過去作のリメイクである「ハドソンセレクション」のラインナップとして発売され、3D見下ろし型のステージになっている。全60+20面。エディット機能もある。
ロードランナー（2009年4月22日配信開始、マイクロソフト）
Xbox 360（Xbox Live Arcade）用。要1200マイクロソフトポイント。開発はTozai GamesおよびSouthEnd Interactive。
ステージを順にクリアしていく「冒険モード」、次第に増えていく敵をかわしながら金塊を集め、耐えた時間を競う「耐久モード」、定められた手順でのみクリアできるステージで構成された「パズルモード」の3つのゲームモードを搭載。特殊な地形として、1つを壊すと隣接したものが次々と壊れていく「雪ブロック」とぶら下がっているブロックを崩すと落下して下のブロックを破壊する「鍾乳石」が登場する。

## 亜流作品
ブギウギジャングル（1983年発売、アンプルソフトウェア）
MSX用ソフト。ジャングルが舞台。穴掘りはできず、敵をしばらく動かなくできるボールを武器にアイテムを集める。
スーパードリンカー（1983年発売、アスキー）
MSX用ソフト。ブロックとハシゴで構成された面の中を警官から逃げながら、画面中の酒のボトルを全て集めることでクリア。ジャンプできること、ボトルを集めた個数で酩酊により移動スピードが変化することがオリジナルと異なる。全20面。
スタコラCRUSH（1984年発売、ジャコム）
FM-7用ソフト。オリジナルとの違いはハシゴ、爆弾、橋、ハサミなどのアイテムが使えること。テープ版30面、ディスク版100面。
ファンキーモンキー（1984年3月発売、ポリシー）
PC-8801用ソフト。サルを操ってリンゴを集める。画面が六分割され、このうち一ヶ所だけ赤い四角になっており、主人公だけでなくこの赤い四角も操作する必要がある。プレイヤーは敵である飼育員につかまるだけでなく、赤い四角に入ってしまってもミスで、ミス時は画面全体が徐々に赤くなる。テープ版の他に、ステージ作成機能を搭載したディスク版が発売された。
ライズアウト（1984年発売、アスキー）
MSX用ソフト。大坂城の地下が舞台。穴掘りはできず、左右に弾が出る銃を使う。敵を倒したり壁を崩したりしながら、千両箱の中にある鍵をみつけ、ハシゴを上に上がればクリア。全20面。作者は五代響。ソフトレビューではロードランナーの真似だと指摘され、五代によればクレームを受けたという。1984年12月頃にソニーからMSX版ロードランナーが発売されると、1985年2月には在庫が全てなくなったとして追加生産せず絶版扱いとなった。後に五代は家庭用ゲーム機へのロードランナーの移植を手がけた。